# Planaeschna shanxiensis
Planaeschna shanxiensis är en trollsländeart som beskrevs av Zhu och Zhang 2001. Planaeschna shanxiensis ingår i släktet Planaeschna och familjen mosaiktrollsländor. Inga underarter finns listade i Catalogue of Life.